# اسحاق سبحانی
سید اسحاق سبحانی ( زاده ۱۳۶۳ بیجارکردستان) یک بازیکن فوتبال اهل ایران است.